# برزيتون (مقاطعة فيروزآباد)
برزيتون (بالفارسية: پرزیتون) هي قرية تقع في قسم برزيتون الريفي (مقاطعة فيروزآباد) في إيران. يقدر عدد سكانها بـ 2,004 نسمة .